# Kandelaarstraat

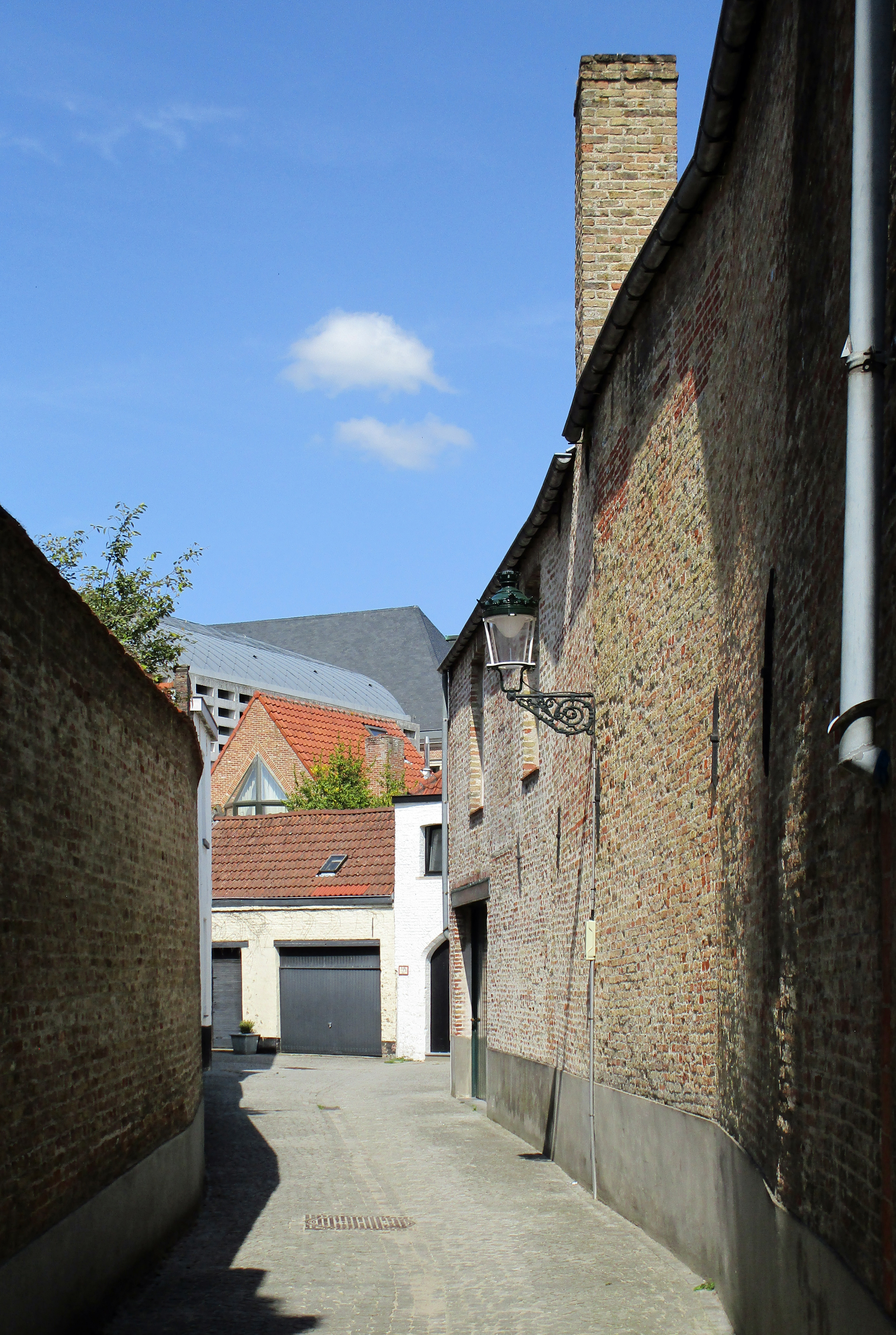
De Kandelaarstraat, gezien richting Verversdijk

De Kandelaarstraat is een straat in Brugge.

## Beschrijving
De nauwe steeg heette eerst het Salemoenstraetkin, naar een inwoner die Jan Salemoen heette. Men had het ook over de Stovestraat, maar als plaatsbepaling was dat niet bepaald nuttig, want er waren zoveel 'Stovestraten'.
Uiteindelijk kreeg de steeg de naam van 'De Kandelaar', het hoekhuis met de Boomgaardstraat (thans nr. 7). Dit opmerkelijke huis, gedateerd 1500, werd in de jaren 1970 gerestaureerd.
De drie namen van de steeg zijn verenigd in een 16de-eeuwse tekst als volgt: Stoofstraetkin, dat men heet Salemoenstraetkin, bachten den Candelaere.
De Kandelaarstraat biedt twee contrasterende aspecten. De zuidzijde is met een aantal lage eengezinswoningen bebouwd, hoofdzakelijk daterende uit het begin van de 19de eeuw. Op de noordzijde stond een door stadsarchitect Jean-Brunon Rudd begin 19de eeuw ontworpen schoolgebouw voor het atheneum. Het gebouw was mee wettelijk beschermd met de overige gebouwen van dit merkwaardige complex, maar werd begin 21ste eeuw gedeclasseerd, gesloopt en vervangen ten behoeve van het Europacollege door een hoogbouw die controverse veroorzaakt.